# Kungliga Modellkammaren
Kungliga modellkammaren var en samling modeller som mellan 1754 och 1802 fanns samlad och utställd i gamla kungshuset på Riddarholmen i Stockholm.
Christopher Polhem hade under sitt liv byggt upp en samling med modeller för lantbrukets, gruvdriftens, fabrikers och slöjders behov. Samlingen benämndes Laboratorium mechanicum och 1697 inrättades de i en utställning i Stockholm av Christopher Polhem. Då Polhem dog 1751 var det osäkert vad som skulle hända med samlingen och efter diskussioner instiftades Kungliga modellkammaren 1754. Polhems modellsamling blev grunden i samlingen och kort därpå växte samlingen med mekaniska modeller som förut tillhört Kungl. Vetenskapsakademien. Samlingen växte genom tillkomst av nya modeller bland annat av redskap beskrivna i Vetenskapsakademiens tidskrift. Kungliga modellkammaren stängde 1802 efter att huset de förvarades i skadats kraftigt av brand. Modellkammaren donerades i stället 1813 till den nyinstiftade kungl. Lantbruksakademien.  År 1826 splittrades samlingen då modellerna som visade mekaniska konstruktioner gavs till Teknologiska institutet medan ett antal modeller föreställande redskap, maskiner och byggnader tillhörande lantbruket behölls av Lantbruksakademien.

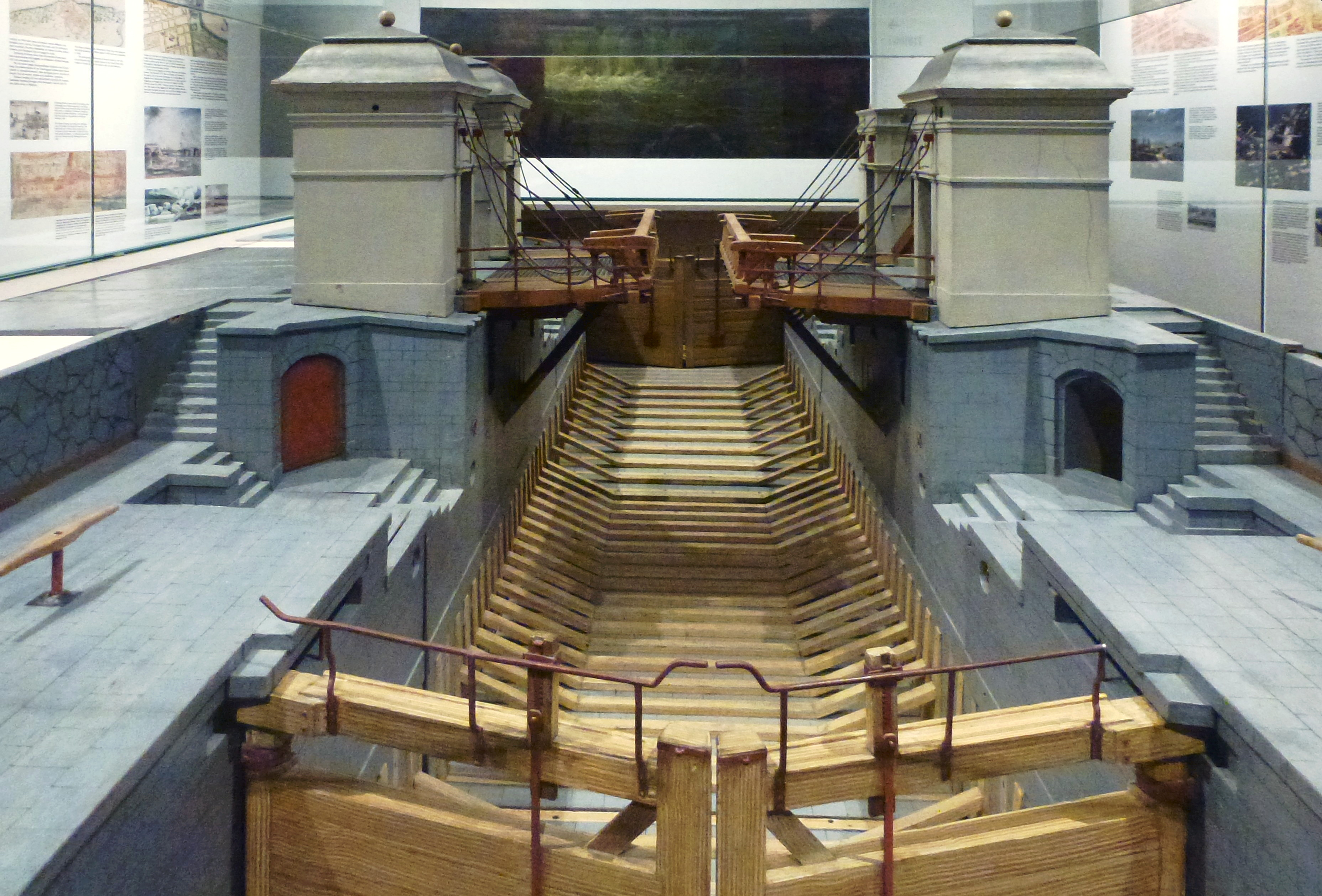
Modellen av Polhemsslussen.

De modeller som gick till Teknologiska institutet kom senare att skänkas till Tekniska museet, däribland Polhems mekaniska alfabet och Polhemsslussen. De modeller som behölls av Lantbruksakademien kom senare att införlivas och ställas ut vid deras museum på Experimentalfältet. Lantbruksmuseet tvingades att upphöra på 1960-talet då Stockholms högskola anlades vid Frescati. Museets samling kom att doneras till Nordiska museet 1969 och däribland fanns flertalet modeller som förut ingått i Kungliga modellkammaren.